# Armenski galeb
Armenski galeb (lat. Larus armenicus) je veliki je galeb koji živi na Kavkazu i na Bliskom Istoku. Prije je bio klasificiran kao podvrsta srebrnastog galeba (L. argentatus), ali danas se općenito smatra zasebnom vrstom, premda ga BirdLife International svrstava zajedno s Larus michahellis. 

## Opis
Armenski galeb prilično je velika vrsta galeba, iako je u prosjeku najmanji od galebova u njegovom kompleksu (srebrnasti galebi). Veličiina mu se kreće u rasponu od 52 to 62 cm, raspon krila od 120 to 145 cm, a težina od 600 to 960 grama. Na prvi pogled su slični Larus michahellis, ali su manji manji s nešto tamnije sivim leđima i tamnim očima. Područje crne boje na vrhovima krila šire je s manjim bijelim mrljama. Kljun je kratak s prepoznatljivom crnom trakom neposredno prije vrha. Prije prve zime uglavnom su smeđe. Imaju bjelkastu stražnjicu, blijedo unutarnje primarno perje i usku, oštro definiranu crnu traku na repu. Iako se njihova područja rasprostranjenosti ne preklapaju, sa svojim tamnim plaštom, i crno-crvenim vrho. kljuna i tamnim okom, armenski galeb dosta sliči kalifornijskom galebu (L. californicus) Sjeverne Amerike.

## Gniježđenje
Armenski galeb se gnijezdi pored planinskih jezera u Gruziji, Armeniji, Turskoj i zapadnom Iranu. Najveće kolonije su na jezerima Sevan i Arpi u Armeniji. Djelomična je selica, a brojne ptice prezimljuju na obalama Turske, Libanona i Izraela. Manji broj doseže Cipar, Egipat i Perzijski zaljev. 
Gnijezdo se gradi u obliku humka vegetacije, na tlu na otoku ili obali jezera. Polažu se tri jaja, uglavnom krajem travnja. Kolonije su vrlo guste, gnijezda su blizu, a teritorijalni sukobi su česti.

## Galerija
- Kod samostana Sevanavank
- Ilustracija armenskog galeba na poštanskoj marci iz 2003.
- Mlada ptica u letu iznad jezera Sevan

## Vanjske poveznice
- Armenian gull photos by Rudy Offerein
- Armenian Gull photos by Martin Reid